# Deklaracja Praw Osób Upośledzonych Umysłowo
Deklaracja Praw Osób Upośledzonych Umysłowo (Deklaracja Praw Osób z Upośledzeniem Umysłowym, Deklaracja praw osób opóźnionych umysłowo, ang. Declaration on the Rights of Mentally Retarded Persons) – deklaracja przyjęta przez Zgromadzenie Ogólne Narodów Zjednoczonych w dniu 20 grudnia 1971, rezolucją 2856 (XXVI).

## Znaczenie
Był to jeden z pierwszych na tak wysokim szczeblu dokumentów poświęconych bezpośrednio osobom z niepełnosprawnością intelektualną. Podkreślał, że osoba upośledzona umysłowo winna się cieszyć takimi samymi prawami, jak pozostałe osoby (w miarę swoich możliwości), móc przebywać z rodziną lub w innym środowisku, stwarzającym jej możliwość udziału w życiu społecznym. Przełomowym w deklaracji był zapis o konieczności zapewnienia wsparcia osobowego. Postulowano też daleko idącą ostrożność w konstruowaniu przepisów o ubezwłasnowolnieniu, celem ochrony niepełnosprawnych przed nadużyciami.

## Założenia
Deklaracja zakłada, że:
1. Osoba z upośledzeniem umysłowym ma, tak dalece, jak jest to możliwe, te same prawa, co inni ludzie.
2. Osoba taka ma prawo do odpowiadającej potrzebom opieki lekarskiej i usprawniania fizycznego oraz do nauki, szkolenia, rehabilitacji i poradnictwa w takim zakresie, aby umożliwić jej maksymalny rozwój posiadanych uzdolnień i potencjalnych możliwości.
3. Osoba z upośledzeniem umysłowym ma prawo do zabezpieczenia środków utrzymania i godziwego poziomu życia. Ma ona prawo do wykonywania pracy zarobkowej bądź innego pożytecznego zajęcia przy najpełniejszym wykorzystaniu jej uzdolnień.
4. Kiedy tylko jest to możliwe, osoba taka powinna żyć razem z własną rodziną, względnie z rodziną zastępczą i uczestniczyć w różnych formach życia społecznego. Rodzina, z którą zamieszkuje, powinna otrzymywać pomoc. Jeżeli konieczne jest umieszczenie w zakładzie opiekuńczym, to warunki życia i otoczenie w tym zakładzie powinny być jak najbardziej zbliżone do warunków życia normalnego.
5. Osoba z upośledzeniem umysłowym ma prawo do korzystania z pomocy opiekunów o odpowiednich kwalifikacjach, jeśli jest to wskazane do ochrony jej osoby i interesów.
6. Osoba z upośledzeniem umysłowym ma prawo do ochrony przed wyzyskiem, nadużyciami i poniżającym traktowaniem. Osoba taka postawiona w stan oskarżenia ma prawo do normalnego postępowania sądowego z pełnym uwzględnieniem stopnia jej odpowiedzialności.
7. Jeśli osoba z upośledzeniem umysłowym nie jest w stanie, ze względu na stopień swego upośledzenia, prawidłowo korzystać ze swoich uprawnień, lub gdy konieczne jest ograniczenie lub pozbawienie jej części lub wszystkich uprawnień, to stosowane w tym przypadku postępowanie powinno zapewnić prawne środki ochrony osoby z upośledzeniem umysłowym przed możliwością jakichkolwiek form nadużyć. Postępowanie to oparte być powinno na ocenie dojrzałości społecznej osoby z upośledzeniem umysłowym, dokonanej przez wykwalifikowanych specjalistów. Decyzje w sprawie ograniczenia lub pozbawienia uprawnień powinny być weryfikowane w odpowiednich terminach i podlegać odwołaniu do wyższych instancji[2][3].